# Harry Priem
Hendricus Nicolaas Andreas (Harry) Priem (Zaltbommel, 4 augustus 1932) is emeritus hoogleraar geologie en klimaatscepticus.
Hij werd geboren als zoon van Hendricus Nicolaas Andreas Priem (1898-1932) en Rosalia Johanna Christina Maria van Borren (1900-?). Zijn vader was een bij Philips werkzaam elektrotechnisch ingenieur en deze overleed als gevolg van een motorongeluk enkele maanden voor de geboorte van zijn zoon Harry. Harry Priem bezocht het Vossius Gymnasium en ging daarna geologie studeren aan de Universiteit van Amsterdam. In 1962 promoveerde hij daar op het proefschrift Geological, petrological and mineralogical investigations in the Serra do Marão region, northern Portugal. Hij gaf in die periode leiding aan de werkgroep voor isotopen-geologisch onderzoek in het laboratorium voor massascheiding van de stichting FOM. Later was hij directeur van de Stichting voor Isotopen Geologisch Onderzoek en directeur van het Z.W.O. Laboratorium voor Isotopen-Geologie. Van 1970 tot 1997 was Priem buitengewoon hoogleraar in de geologie bij de Rijksuniversiteit Utrecht. Bovendien was hij conservator bij het aan Artis verbonden Geologisch Museum.
Sinds midden jaren 90 staat hij bekend als een klimaatscepticus. Volgens hem wordt de invloed van de mens bij de opwarming van de aarde overdreven. Verder was hij verbonden met het mede door Frits Böttcher opgerichte European Science and Environment Forum (ESEF).